# Zawiesina

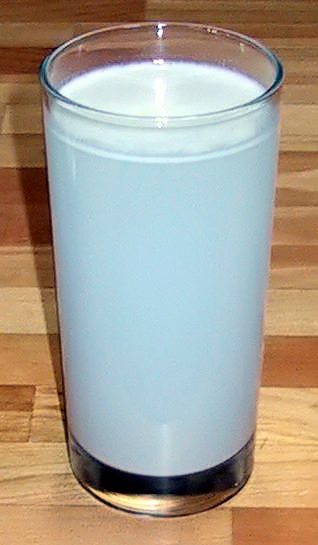
Zawiesina mąki w wodzie

Zawiesina – układ niejednorodny, zwykle dwufazowy, w postaci cząstek jednego ciała rozproszonych (faza rozproszona) w drugim ciele (faza rozpraszająca), np. cząstek ciała stałego w gazie lub cząstek cieczy w cieczy. Jeżeli cząstki te są dostatecznie małe, mowa jest o układzie koloidalnym. Jeżeli gęstość fazy rozproszonej w zawiesinach jest większa niż gęstość fazy rozpraszającej, to rozproszone cząstki fazy stałej mają tendencję do sedymentacji (opadania).
Przykładami zawiesiny są zupa, błoto czy woda w jeziorze. Średnica cząstek w zawiesinie jest większa od 100 nanometrów.

## Zawiesiny jako leki
Zawiesiny (łac. suspensoides) trudno rozpuszczalnych substancji leczniczych stanowią jedną z postaci leku i są stosowane w lecznictwie. Zawartość substancji nierozpuszczalnej w zawiesinach leczniczych może wynosić od 0,5% do nawet 40% całkowitej masy leku. Fazą rozpraszającą może być woda lub roztwór wodny, glicerol, etanol, ich mieszaniny z wodą lub olej. Zawiesiny będące lekami, sporządzone na bazie tych substancji, mogą być przeznaczone do użytku wewnętrznego, zewnętrznego lub do wstrzykiwań. Zawiesinami mogą być też maści i czopki – wtedy fazą rozpraszającą jest odpowiednio podłoże maściowe lub czopkowe.

Powstający w wyniku sedymentacji osad substancji leczniczej musi pod wpływem krótkotrwałego wstrząsania (trwającego ok. 15s) zawieszać się z powrotem w fazie rozpraszającej i tworzyć jednolite rozproszenie utrzymujące się co najmniej 2 min. Zawiesin nie wolno podawać donaczyniowo, dordzeniowo i dosercowo.
Zawiesiny nie powinny być przechowywane w lodówce ani zamrażane, gdyż grozi to agregacją substancji leczniczej i zniszczeniem struktury zawiesiny.
Przy sporządzaniu zawiesin farmaceutycznych dąży się do uzyskania jak największej trwałości układu przez:
- odpowiednie rozdrobnienie fazy rozproszonej oraz
- zastosowanie substancji pomocniczych:
  - zwiększających lepkość,
  - nadających cząstkom rozproszonym ładunek elektryczny,
  - zwilżających.

## Rozdrobnienie fazy rozproszonej
Szybkość rozwarstwiania się zawiesiny jest zależna od wielkości cząstek rozproszonych, w związku z tym dla uzyskania trwałych zawiesin rozdrabnia się substancję leczniczą. Jeśli jej cząstki mają średnicę poniżej 5μm, zawiesina nie wymaga zastosowania żadnych substancji stabilizujących – czynnikiem stabilizującym tego typu zawiesiny są ruchy Browna. W praktyce wykonuje się takie preparaty, gdy dodatek substancji stabilizujących jest niewskazany, np. w zawiesinach do wstrzyknięć i do oczu.
Substancję leczniczą przeznaczoną do sporządzenia zawiesiny rozdrabnia się w młynach koloidalnych lub innymi metodami mikronizacji.
Zbyt duże rozdrobnienie może wpłynąć niekorzystnie na jakość leku, gdyż mała wielkość cząsteczek może powodować tworzenie osadu bardziej zbitego, co utrudnia ponowne rozproszenie leku.
Zawiesiny do użytku wewnętrznego i niekiedy pozajelitowego powinny zawierać cząstki o wielkości nieprzekraczającej 30 µm, natomiast w zawiesinach do użytku zewnętrznego dopuszcza się wielkość cząstek do 90 µm.

## Substancje pomocnicze stosowane w zawiesinach

### Zwiększające lepkość fazy rozpraszającej
Stosuje się je aby zmniejszyć szybkość opadania osadu, gdyż (zgodnie z prawem Stokesa) im większa jest lepkość fazy rozpraszającej tym mniejsza szybkość opadania cząstek fazy stałej. Lepkość zawiesin nie może być jednak zbyt duża, aby można było łatwo pobierać je z opakowania.
W celu zwiększania lepkości stosuje się:
- koloidy hydrofilowe:
  - guma arabska,
  - alginiany,
  - tragakanta,
  - karbomer
  - rozpuszczalne w wodzie pochodne celulozy,
  - polimery syntetyczne;
- koloidy liofobowe:
  - bentonit,
  - krzemionka,
  - monostearynian glinu

Stabilizacja zawiesin zachodzi poprzez dwa mechanizmy:
- Cząsteczki koloidów ochronnych zostają zaadsorbowane na powierzchni cząstek fazy stałej i tworzą otoczkę zapobiegającą ich łączeniu w większe agregaty, opadające szybciej. W ten sposób cząstki fazy rozproszonej pozostają od siebie odseparowane i opadają wolniej.
- Stabilizator w mieszaninie z wodą tworzy żel tiksotropowy, zmieniający się w zol pod wpływem siły mechanicznej (np. wstrząsania). Gdy faza rozpraszająca jest żelem, jej lepkość jest na tyle duża, że skutecznie zapobiega sedymentacji substancji leczniczej. Po wstrząśnięciu takiej zawiesiny tiksotropowa faza zewnętrzna z formy żelu przechodzi w zol, co umożliwia wylewanie z butelki i wygodne dawkowanie. Po odstawieniu preparat przechodzi ponownie w stabilny żel. Do uzyskania takich wodnych zawiesin stosuje się np. bentonit i alginiany.

### Nadające cząstkom fazy rozproszonej ładunek elektryczny
Inną metodą zapobiegania sedymentacji jest spowodowanie elektrostatycznego odpychania rozproszonych cząstek. Utrudnia to agregację cząstek.

### Konserwanty
Zawiesiny, podobnie jak większość leków zawierających w swoim składzie wodę muszą być konserwowane, aby nie rozwijały się w nich drobnoustroje. Jako konserwanty w zawiesinach stosuje się między innymi:
- kwas benzoesowy
- benzoesan sodu
- glukonian chlorheksydyny
- czwartorzędowe sole amoniowe.

### Substancje poprawiające smak i zapach
Funkcję tę w zawiesinach mogą pełnić:
- olejki eteryczne,
- nalewki,
- syropy owocowe.

### Bufory
Dodaje się je w celu utrzymywania właściwego pH. Najczęściej używa się:
- buforu fosforanowego,
- buforu cytrynianowego,
- buforu boranowego.

## Zalety stosowania leków w postaci zawiesin
W postaci zawiesin podaje się wiele leków przeznaczonych dla dzieci oraz osób w podeszłym wieku. Postać płynna jest bowiem lepiej tolerowana niż proszek czy tabletki; łatwiejsze jest jej zażywanie. Ponadto podając lek w postaci zawiesiny można zamaskować smak i zapach substancji leczniczej, szczególnie jeśli do fazy rozpraszającej doda się cukru.
Uwalnianie leku z zawiesin trwa dłużej niż z roztworu, dzięki czemu sporządzając zawiesinę można przygotować lek o przedłużonym uwalnianiu, dający możliwość rzadszego dawkowania oraz zapewniający bardziej stabilny poziom stężenia substancji leczniczej we krwi.
Innym powodem stosowania zawiesin zamiast roztworów jest fakt, że niektóre substancje lecznicze są w tej formie bardziej trwałe.

## Przykłady
W postaci zawiesin podaje się między innymi:
- antybiotyki:
  - penicylinę
  - oksytetracyklinę
  - chloramfenikol
- insulinę.